# Reck

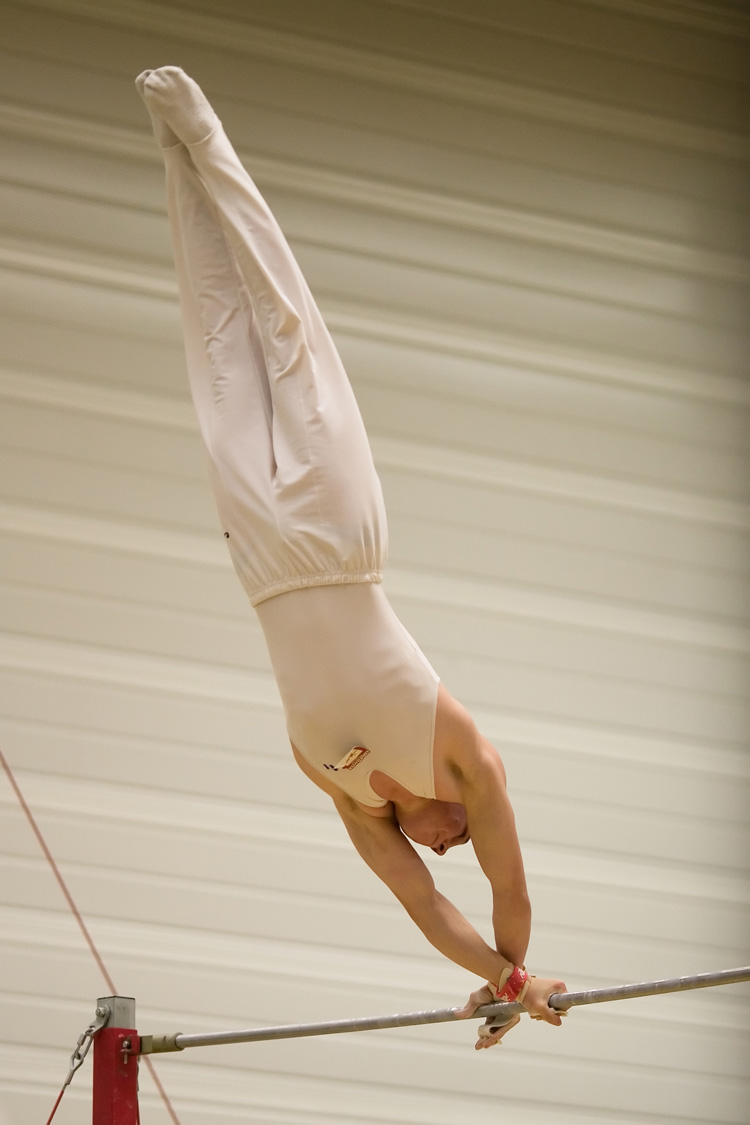
Turner an einem Spannreck

Das Reck ist ein Turngerät beim Gerätturnen.
Es besteht aus einer waagerechten 230–240 cm langen Stange, die verschiedenartig montiert sein kann und einen Durchmesser von 2,8 cm (nach FIG, nach DIN: 2,8–4 cm) aufweist. Heute üblich ist das Spannreck. Hier wird die Reckstange an zwei senkrechten Stangen montiert, die mit jeweils zwei oder vier Spannseilen gehalten werden. Das Reck wird dadurch elastisch, was für moderne Übungen sehr hilfreich ist. Bei Wettkämpfen liegt die Höhe bei 260 cm (Landemattenoberkante ↔ Stangenunterkante) bzw. 280 cm (Boden ↔ Stangenunterkante). Das Reck wurde von Friedrich Ludwig Jahn eingeführt. Es gehört zu den Turngeräten der Männer und kommt in der olympischen Reihenfolge als sechstes und damit letztes Gerät. Es ist seit 1896 olympisch. Mehrfach wurden keine Einzelmedaillen vergeben, da es nur einen Einzelmehrkampf gab. 1896 gab es auch einen Mannschaftskampf am Reck.
In den letzten Jahren gewann das Reckturnen durch die Aufnahme von drei und mehr Flugelementen pro Übung (zum Beispiel Doppelsalti zum Wiederfangen) noch mehr an Artistik und Attraktivität. Die Vorführungen der Frauen am Stufenbarren ähneln dem Reckturnen der Männer.
Zum Schutz vor Hautblasen und zum besseren Halt tragen die Turner an den Händen vielfach Turnriemchen.

## Übungen und Griffe
Typische Übungen am Reck sind Felgaufschwung, Kippe, Felgumschwung, Riesenfelge oder Kontergrätsche. Übungen, die aus Flugteilen bestehen, sind z. B. der Jägersalto, die Tkatschow-Grätsche oder der Gienger-Salto. Schwierigere Flugteile sind dann der Kovaczsalto oder der Bretschneider.
Am Reck gibt es mehrere Griffarten: Ristgriff, Kammgriff, Zwiegriff, Kreuzgriff und Ellgriff.

## Olympiasieger am Reck

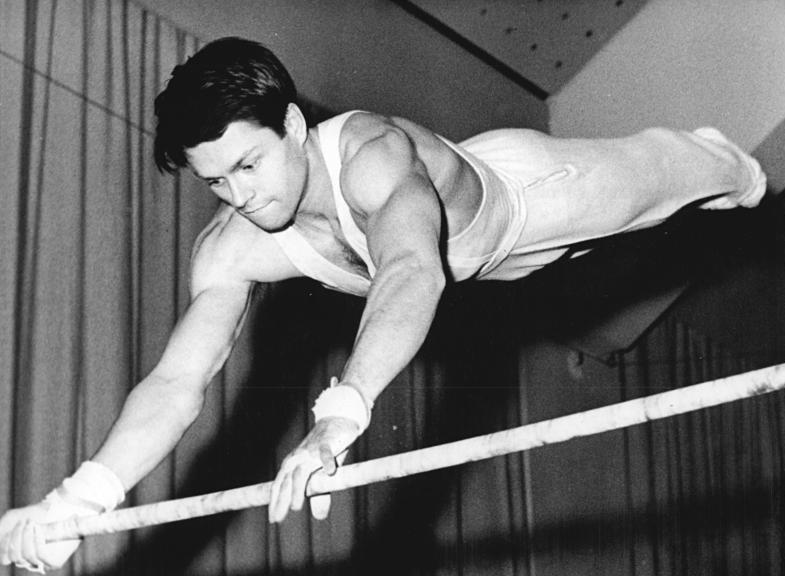
Reckturner Matthias Brehme bei den DDR-Meisterschaften 1967

### Einzel
- 1896  Hermann Weingärtner
- 1900 kein Einzelwettkampf
- 1904  Anton Heida und  Edward Hennig
- 1908–1920 kein Einzelwettkampf
- 1924  Leon Štukelj
- 1928  Georges Miez
- 1932  Dallas Denver Bixler
- 1936  Aleksanteri Saarvala
- 1948  Josef Stalder
- 1952  Jakob Günthard
- 1956  Takashi Ono
- 1960  Takashi Ono
- 1964  Boris Schachlin
- 1968  Michail Woronin und  Akinori Nakayama
- 1972  Mitsuo Tsukahara
- 1976  Mitsuo Tsukahara
- 1980  Stojan Deltschew
- 1984  Shinji Morisue
- 1988  Wladimir Artjomow und  Waleri Ljukin
- 1992  Trent Dimas
- 1996  Andreas Wecker
- 2000  Alexei Nemow
- 2004  Igor Cassina
- 2008  Zou Kai
- 2012  Epke Zonderland
- 2016  Fabian Hambüchen
- 2020  Daiki Hashimoto
- 2024  Shinnosuke Oka

### Mannschaft
- 1896  Deutsches Reich
- seit 1900 nicht ausgetragen